# Jamila Lunkuse

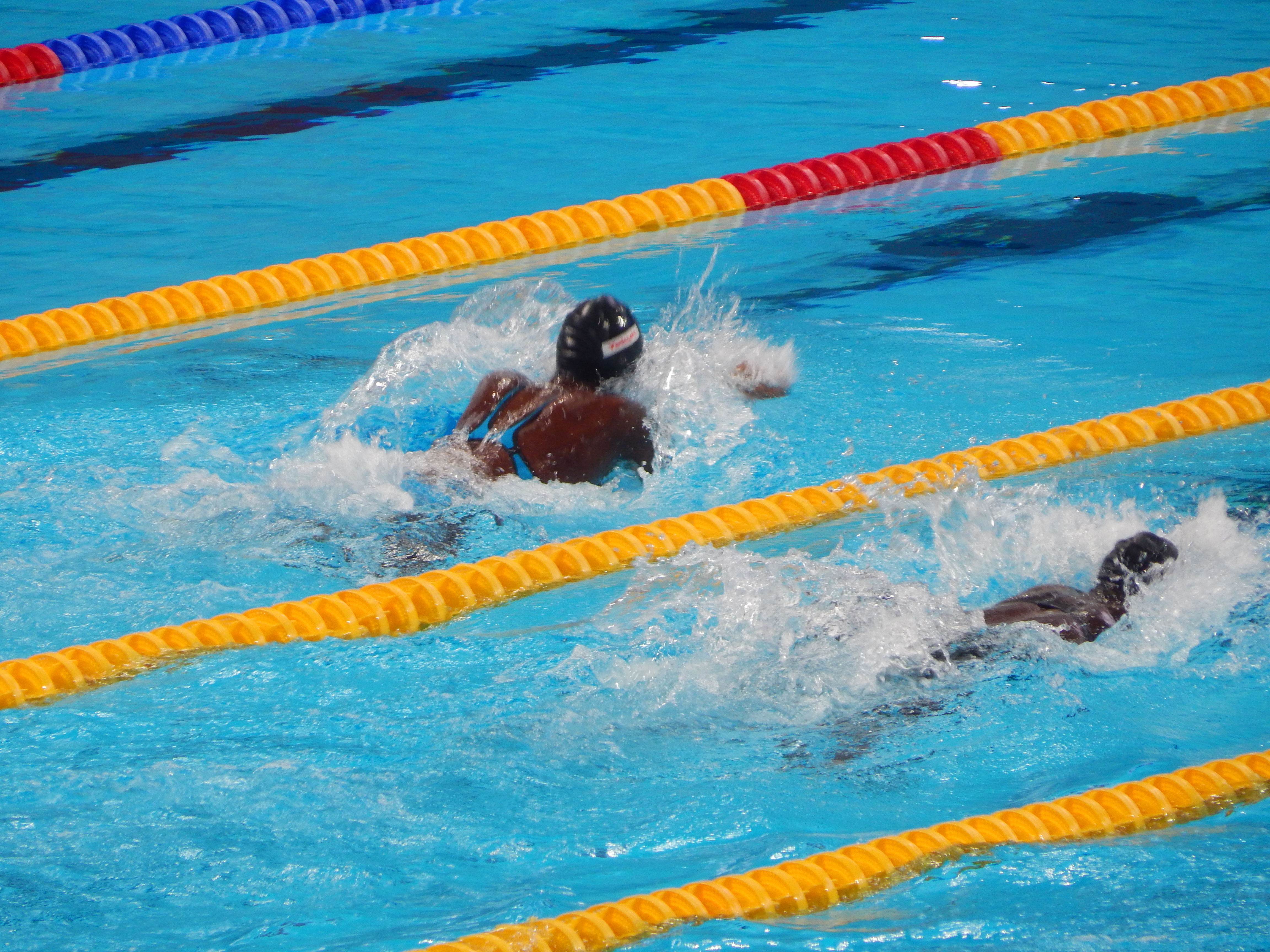
Ở ngõ 4 (ngay trên ảnh) ở Kazan 2015

Jamila Lunkuse (sinh ngày 01 tháng 1 năm 1997 ) là một vận động viên bơi lội người Uganda. Cô đã tham gia cuộc thi tự do 50m nữ tại Thế vận hội Mùa hè 2012 ở London, kết thúc với thời gian 28,44 giây ở vị trí thứ 52 trong lượt bơi.. Cô cũng đại diện cho Uganda tại Thế vận hội Rio 2016 .

## Giáo dục và hoàn cảnh
Jamila Lunkuse là một trong 4 đứa trẻ sinh ra từ Yusuf và Janat Nansubuga Nsibambi . Ông đã gia nhập Plymouth College vào năm 2013  bằng học bổng thể thao trước khi theo học Đại học Brighton để học Kinh doanh và Tiếp thị .

## Thành tựu nổi bật
Năm 2013, Jamila Lunkuse đã giành được 8 huy chương tại Giải vô địch bơi lội khu vực CANA 3 và 4 được tổ chức tại Lusaka, Zambia . Jamila giành được 7 huy chương vàng trong 50m ngực (kỷ lục thi đấu), 100m ngực, 200m ngực, 100m tự do, 200m tự do, 50m bướm và 200m. Huy chương bạc của cô là ở nội dung 50m tự do .

## Giải thưởng
- 2013 - Hiệp hội báo chí thể thao của tháng Rwenzori Uganda (tháng 4) [9]